# Воскресіння (фільм, 2016)
«Воскресіння» (англ. Risen) — американський епічний історико-драматичний фільм, знятий Кевіном Рейнольдсом. Прем'єра стрічки в Україні відбулася 14 квітня 2016 року. Фільм розповідає про римського трибуна Клавія, який вирушає до Єрусалима, аби розгадати таємницю воскресіння Ієшуа Назарянина.

## У ролях
- Джозеф Файнс — Клавій
- Томас Фелтон — Люций
- Кліфф Кертіс — Ієшуа
- Пітер Ферт — Понтій Пілат
- Марія Ботто — Марія Магдалина